# Alekszandr Valentyinovics Mozsajev
Alekszandr Valentyinovics Mozsajev (oroszul: Александр Валентинович Можаев) (Vlagyikavkaz, 1958. augusztus 5. –) szovjet színekben világbajnok, olimpiai bronzérmes orosz párbajtőrvívó.